# Большое Выгозеро
Большое Выгозеро — проточное озеро в Приморском районе Архангельской области России. Располагается в северной части  Онежского полуострова, в пределах национального парка Онежское Поморье, на высоте 57,8 м над уровнем моря.
Озеро неправильной формы, слегка вытянуто в широтном направлении, в центральной части два крупных острова и один небольшой. У северного и южного берегов озера береговая линия изрезана слабо. На западе озера выделяется крупный залив Большая Лахта. Длина озера 4,5 км, максимальная ширина в центральной части — 2,1 км. Площадь — 6,6 км²,  с островами – 7,2 км². Площадь водосборного бассейна — 310 км², при этом водосбор значительно заболочен. Средняя глубина озера – 3 м при максимальной глубине 12,1 м.  Длина береговой линии – 14.9 км. Впадает несколько ручьёв и река Большая Холка (на востоке), при впадении образует лопастную дельту; на западе вытекает река Выговка, которая, протекая через Малое Выгозеро, впадает притоком в Золотицу, относящуюся к бассейну Белого моря. Питание снеговое и дождевое. Берега покрыты смешанным лесом.  Дно илистое, слой ила мощностью до 1 метра. Согласно измерениям, проведённым летом 2017 г., площадь зарастания водоема составила 82.0 га, или 12.4% от акватории.
Код водного объекта в государственном водном реестре — 03010000211103000002561.